# جيه. توبياس أندرسون
جيه. توبياس أندرسون (بالسويدية: J. Tobias Anderson)‏ (و. 1971  م) هو فنان سويدي، ولد في غوتنبرغ.